# Heinrich Jenke
Heinrich Jenke (* 16. Oktober 1823 in Altenberg, Sachsen; † 6. August 1906 in Salzburg) war ein deutscher Theaterschauspieler, -regisseur, Komiker und Intendant.

## Leben
Jenke, aus einer oldenburgischen Familie stammend, dessen Eltern einer guten Wanderbühne angehörten, wollte zuerst Arzt werden, musste aber das Studium aus finanziellen Gründen aufgeben. Daher widmete er sich frühzeitig der Bühnenlaufbahn als Komiker und Charakterliebhaber. Er war jahrzehntelang als Schauspieler und Regisseur am Salzburger Stadttheater, welches er auch von 1872 bis 1880 vereint mit dem Ischler Sommertheater  leitete, engagiert und trat erst 1902 in den Ruhestand. Er wurde 1902 anlässlich seines 60-jährigen Bühnenjubiläums zum Ehrenbürger der Stadt Salzburg ernannt.